# 渡邉博幸
渡邉 博幸（わたなべ ひろゆき、1970年6月29日 - ）は、神奈川県横浜市神奈川区出身の元プロ野球選手（内野手、外野手）、コーチ。右投右打。

## 経歴

### 現役時代
日大藤沢高から日本大学へ進学。東都大学野球リーグでは1学年先輩でプロでも同僚となる落合英二の活躍で2年春から1部リーグに昇格し、4年秋には同期のエース・門奈哲寛、主将・真中満とともに優勝を経験。1部リーグ通算49試合出場、170打数47安打、打率.276、6本塁打、32打点。三菱自動車川崎では日本石油の補強選手として都市対抗野球で優勝し、同年の日本選手権も玉木重雄らの活躍で優勝した。1995年度ドラフト会議にて中日ドラゴンズから4位指名を受けて入団。
1999年シーズンには優勝を争っていた読売ジャイアンツ戦でサヨナラ安打を放つ。その後も内外野どこでも守れるユーティリティープレイヤーとしての地位を確立し、地味ながらチームを支える働きを見せた。
2002年シーズンからは更に出場機会を増やす。
2004年シーズンには「守りの野球」を標榜する落合博満新監督がその守備力を高く評価して、積極的に一塁手として起用。シーズン序盤は打撃不振に陥り、8番などの下位打線に回ったものの、中盤から打撃が向上していった。森野将彦やオマール・リナレスと定位置を争う形になったが、安定した守備でこれに応え、自身初のタイトルとなるゴールデングラブ賞を受賞する活躍を見せるなど、チームの優勝に貢献した。また、シーズン終盤は打撃好調のリナレスを一塁で起用し、渡邉をレフトで起用するパターンも増え、同年の日本シリーズにもレフトでスタメン出場している。
2005年シーズンは同じ一塁手の大砲であるタイロン・ウッズが加入したことにより、スタメンでの出場は激減。しかし、守備に難のあるウッズを守備固め要員としてカバーし、特に試合終盤に活躍を見せた。
2006年も同じ起用法が続いたが、交流戦ではスタメンで三塁手としても活躍した。2002年から2006年までの間、規定打席には一度も届かなかったものの、5年連続で100試合以上に出場している。
2007年は出場機会が減り、打率は1割台に終わり、オフに戦力外通告を受けて現役を引退した。

### 引退後
2008年からは中日の球団職員となり、動作解析室の一員として戦力分析などを行っていたが、同年限りで同室が廃止されることになる。
2009年からは育成コーチに就任。
2010年からは二軍内野守備走塁コーチに転任。同年6月4日に12球団ワーストの失策数を記録していたチームの守備のテコ入れとして、風岡尚幸と入れ替わる形で一軍担当となった。
2011年は野手コーチとなり、2012年からは一軍内野守備走塁コーチを務める。開幕時は一塁ベースコーチを務めていた。
2012年5月19日の対埼玉西武ライオンズ戦から上田佳範二軍外野守備走塁コーチと入れ替わりで二軍に降格となった平野謙一軍外野守備走塁コーチの代役として三塁ベースコーチに配置転換となった。しかし、27日の福岡ソフトバンクホークス戦の試合中に上田と交代し再び一塁ベースコーチを担当することになり、平野の一軍復帰後はベンチ専従になった。
2013年シーズン終了後のフェニックスリーグでは、二軍監督の鈴木孝政が解任されたため、二軍監督代行として同行した。
2014年からは二軍内野守備走塁コーチを務めた。
2016年は一軍内野守備コーチへ異動になり、一塁ベースコーチも担当していたが、谷繁元信監督の休養以降は再び二軍守備コーチを務めている。
2017年は二軍内野守備走塁コーチを担当する。奈良原浩一軍内野守備走塁コーチがチームを離れている間は代役の三塁コーチャーを務めた。
2018年オフ、コーチからスコアラーへと11シーズンぶりに裏方へ再転身した。
2020年からは二軍内野守備走塁コーチとして、再びコーチに復帰した。
2022年まで同コーチを務めた。
2023年からは育成野手コーチを務める。背番号は85。
2025年からは二軍野手総合・育成コーチに配置転換された。

## 人物
愛称は「ナベ」。
日大藤沢高時代の同級生に山本昌の実弟・山本秀明（後に日大藤沢高野球部監督）、1年後輩に河野亮（中日でも1年間同僚）がいた。
大学は一般入学だったが、レギュラーの三塁手がケガをしたのをきっかけにレギュラーを獲得した。野球より学業に熱心な生真面目な学生で知られ、1年先輩落合英二の単位修得にも貢献した。
大学時代は推定体重で100kgをかなり超えていた。社会人時代に「体を絞らないと使わない」と言われて必死に減量した。

## 詳細情報

### 年度別打撃成績
| 年 度      | 球 団      | 試 合 | 打 席 | 打 数 | 得 点 | 安 打 | 二 塁 打 | 三 塁 打 | 本 塁 打 | 塁 打 | 打 点 | 盗 塁 | 盗 塁 死 | 犠 打 | 犠 飛 | 四 球 | 敬 遠 | 死 球 | 三 振 | 併 殺 打 | 打 率 | 出 塁 率 | 長 打 率 | O P S |
| ---------- | ---------- | ----- | ----- | ----- | ----- | ----- | -------- | -------- | -------- | ----- | ----- | ----- | -------- | ----- | ----- | ----- | ----- | ----- | ----- | -------- | ----- | -------- | -------- | ----- |
| 1996       | 中日       | 4     | 4     | 4     | 1     | 1     | 0        | 0        | 0        | 1     | 2     | 0     | 0        | 0     | 0     | 0     | 0     | 0     | 0     | 1        | .250  | .250     | .250     | .500  |
| 1997       | 中日       | 34    | 65    | 52    | 6     | 18    | 5        | 2        | 0        | 27    | 4     | 0     | 1        | 0     | 0     | 11    | 0     | 2     | 8     | 2        | .346  | .477     | .519     | .996  |
| 1998       | 中日       | 3     | 3     | 3     | 0     | 0     | 0        | 0        | 0        | 0     | 0     | 0     | 0        | 0     | 0     | 0     | 0     | 0     | 2     | 0        | .000  | .000     | .000     | .000  |
| 1999       | 中日       | 81    | 103   | 89    | 11    | 25    | 9        | 0        | 1        | 37    | 16    | 2     | 2        | 2     | 0     | 11    | 2     | 1     | 16    | 3        | .281  | .366     | .416     | .782  |
| 2000       | 中日       | 76    | 116   | 102   | 6     | 26    | 7        | 0        | 0        | 33    | 16    | 0     | 2        | 3     | 1     | 9     | 0     | 1     | 20    | 3        | .255  | .319     | .324     | .643  |
| 2001       | 中日       | 53    | 66    | 55    | 8     | 11    | 1        | 0        | 0        | 12    | 3     | 0     | 0        | 1     | 0     | 8     | 0     | 2     | 8     | 3        | .200  | .323     | .218     | .541  |
| 2002       | 中日       | 110   | 190   | 167   | 20    | 45    | 8        | 0        | 4        | 65    | 17    | 0     | 1        | 8     | 2     | 12    | 1     | 1     | 27    | 2        | .269  | .319     | .389     | .708  |
| 2003       | 中日       | 114   | 211   | 188   | 18    | 51    | 7        | 0        | 2        | 64    | 17    | 1     | 0        | 7     | 2     | 12    | 0     | 2     | 30    | 5        | .271  | .319     | .340     | .659  |
| 2004       | 中日       | 124   | 320   | 290   | 30    | 83    | 8        | 0        | 2        | 97    | 22    | 1     | 0        | 6     | 2     | 19    | 0     | 3     | 44    | 10       | .286  | .334     | .334     | .669  |
| 2005       | 中日       | 104   | 88    | 81    | 7     | 22    | 4        | 0        | 1        | 29    | 10    | 1     | 0        | 2     | 0     | 4     | 0     | 1     | 19    | 1        | .272  | .314     | .358     | .672  |
| 2006       | 中日       | 103   | 122   | 111   | 14    | 28    | 6        | 0        | 1        | 37    | 16    | 0     | 1        | 4     | 1     | 4     | 0     | 2     | 21    | 3        | .252  | .288     | .333     | .621  |
| 2007       | 中日       | 53    | 27    | 23    | 4     | 3     | 0        | 0        | 0        | 3     | 0     | 0     | 0        | 3     | 0     | 0     | 0     | 1     | 7     | 0        | .130  | .167     | .130     | .297  |
| 通算：12年 | 通算：12年 | 859   | 1315  | 1165  | 125   | 313   | 55       | 2        | 11       | 405   | 123   | 5     | 7        | 36    | 8     | 90    | 3     | 16    | 202   | 33       | .269  | .328     | .348     | .675  |

### 表彰
- ゴールデングラブ賞：1回（一塁手部門：2004年）

### 記録
初記録
- 初出場：1996年9月28日、対ヤクルトスワローズ26回戦（ナゴヤ球場）、8回裏にダネル・コールズの代走で出場
- 初打席・初安打・初打点：1996年10月2日、対広島東洋カープ24回戦（広島市民球場）、9回表に落合英二の代打・川又米利の代打で出場、小早川幸二から左前2点適時打
- 初先発出場：1997年8月21日、対広島東洋カープ23回戦（呉市営二河野球場）、8番・遊撃手で先発出場
- 初本塁打：1999年7月4日、対ヤクルトスワローズ16回戦（明治神宮野球場）、8回表にサムソン・リーの代打で出場、山部太から左越3ラン

### 背番号
- 5（1996年 - 2007年）
- 77（2009年 - 2018年）
- 76（2020年 - 2021年）
- 85（2022年 - ）

### 登録名
- 渡辺 博幸（わたなべ ひろゆき、1996年 - 2002年）
- 渡邉 博幸（わたなべ ひろゆき、2003年 - 2018年、2020年 - ）